# خورشید خانم
خورشید خانم از نقش‌مایه‌های ایرانی است که به دفعات و در طی قرون متمادی توسط نگارگران و نقاشان ایرانی استفاده می‌گردد.
این نقش‌مایه صورت خورشید را به صورت زنی تصویر می‌کند با ابروان پیوسته و موهای مشکی با فرق از وسط باز شده و گیس‌هایی به صورت هلال بر روی صورت آورده شده و لبانی کوچک.
در اطراف صورت گاهی مواقع شعاع نور و در دهه‌های اخیر چارقد کشیده می‌شود.
نمونه‌هایی از تصاویر خورشید خانم در تکیه معاون الملک وجود دارد.